# 벨베데르

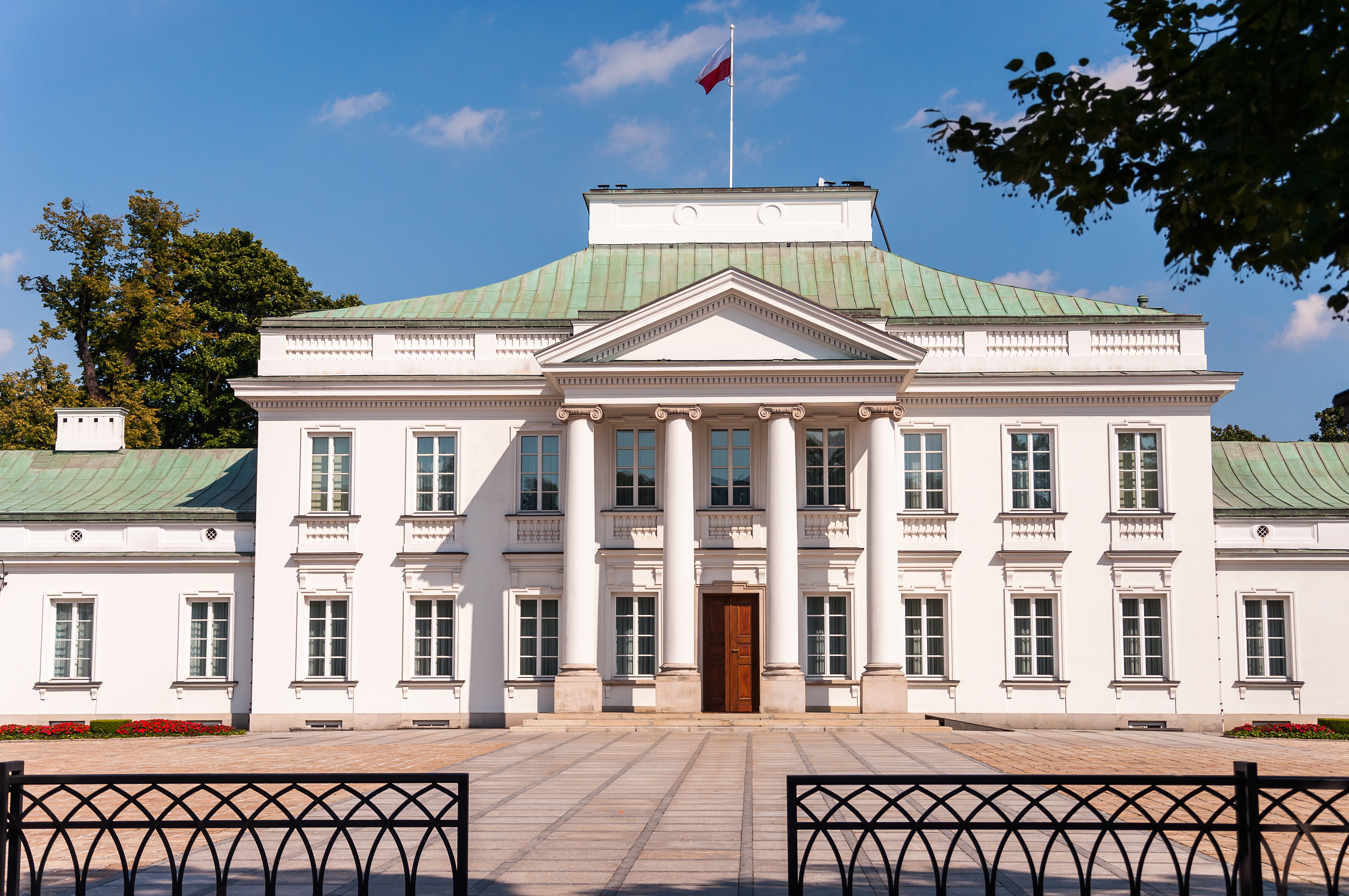
벨베데르

벨베데르(폴란드어: Belweder)는 폴란드 바르샤바에 있는 신고전주의 궁전이다. 1660년에 건립되어 1800년대 초에 리모델링되었으며, 폴란드 대통령이 사용하는 여러 공식 거주지 중 하나일 뿐만 아니라 방문하는 국가 원수를 위한 국빈 영빈관이기도 하다. 이 단지는 바르샤바 도심 남쪽, 와지엔키 공원 근처에 있다.
현재의 건물은 1660년 이래로 그 자리에 서 있던 여러 건물 중 가장 최근의 건물이다.